# جائزة الملك عبد العزيز للأدب الشعبي
جائزة الملك عبد العزيز للأدب الشعبي هي أحد أهم الجوائز التي تم إطلاقها على مستوى العالم العربي والتي يشارك فيها عدد من الشعراء والأدباء من الدول العربية والتي قدمها مهرجان الملك عبد العزيز للإبل في العام 2017م.

## الانطلاقة
انطلقت الجائزة تحت رعاية إدارة مهرجان الملك عبد العزيز للإبل في العام 2017م.

## الأهداف
أعلن المشرف العام على الجائزة ناصر القحطاني أنّ الجائزة تهدف إلى تعزيز دور الأدب الشعبي والموروث الحضاري العربي. وتُعدّ هذه الجائزة متكاملة مع ما يقدمه مهرجان عكاظ الثقافي السنوي والذي يختص في المحتوى الأدبي الذي يُعنى باللغة العربية الفصحى.

## فئات الجائزة
- الشعر النبطي.
- المحاورة.
- الشيلات.
- الشعر الشعبي العربي.[3]

## فروع الجائزة
- فرسان القصيد: هو الفرع الأول خصص للمنافسة على أربعة أنواع من الأدب الشعبي وهي (الشعر النبطي _ شعر المحاورة _ الشعر الشعبي العربي _ فن الشيلات ) يعرض على قنوات إم بي سي 1.[4]
- شبل القصيد: هو الفرع الثاني من الجائزة ويختص بأكتشاف مواهب الأطفال الشعرية التي تتراوح أعمارهم ما بين 8 سنوات إلى 14 سنة وقد أعلن نتائجها عنها المشرف العام على المسابقة الأستاذ ناصر القحطاني ضمن حلقات فرسان القصيد.[5]
- المعلقات النبطية: هو الفرع الثالث للجائزة وهي مسابقة لسبعة مراكز خصصت هذه المسابقة لكل الفئات العمرية ولجميع الجنسيات لتقديم معلقات من الشعر النبطي المطولة ومركزة لسبعة مواضيع أعلن عنها نادي الإبل ووضحها المشرف العام على المسابقة الأستاذ ناصر القحطاني بجوائز قدرها 3 ملايين ونصف ريال كما تم تعليق هذه القصائد في القرية التراثية ضمن فعاليات مهرجان الملك عبدالعزيز للإبل.[6]
- شعر على الأثير: برنامج أدبي شعري يذاع أسبوعيا على MBC FM ولمدة ساعتين في فترة المساء ومتزامنا مع فترة البرنامج الرئيسي فرسان القصيد على أثير الأذاعة.

## جوائز جائزة الملك عبد العزيز للأدب الشعبي

### جوائز العام 1440/2019

#### عن فئة الشعر النبطي
- الأول: سلطان بن بتلاء
- الثاني: سلطان بن بشير
- الثالث: بشاير المقبل[7]

#### عن فئة شعر المحاورة
- الأول: فواز العازمي
- الثاني: كامل الحليلي
- الثالث: سعيد اليامي[8]

#### عن فئة الشيلات
- الأول: خالد المري
- الثاني: حمد الطويل
- الثالث: طلال الحريجي[9]

#### عن فئة الشعر الشعبي العربي
- الأول: ناجي أبو عساف
- الثاني: هاجر الساحلي
- الثالث: تريدي حمزة[8]

#### الفائزين عن المعلقات السبع النبطية
- علي فهد القحطاني بموضوع "الرب المنعم "
- محمد صالح عبد الله القادري بموضوع "محمد الرسول الأنسان "
- عبد الرحمن راشد براك العتيبي بموضوع "قدسية الحرمين الشريفين"
- حامد زيد سعدون العازمي بموضوع "عبد العزيز العبقري "
- عبد الله عبيان اليامي بموضوع " الوطن حب وانتماء "
- شديد بن مسفر ال سعد بموضوع "الإبل "
- خضراء عواد الحويطي بموضوع "رؤية المملكة 2030"

#### الفائز بشبل القصيد
- فواز القبي

## وصلات خارجية
انطلاق جائزة الملك عبد العزيز للأدب الشعبي
المشرف العام على جائزة الملك عبدالعزيز للأدب الشعبي
برنامج فرسان القصيد الذي يعرض على قناة MBC
برنامج شبل القصيد الذي يعرض على قناة MBC
مسابقة المعلقات النبطية ضمن فعاليات مهرجان الملك عبد العزيز للإبل 3